# Bridget Regan (attrice)
Bridget Catherine Regan (Carlsbad, 3 febbraio 1982) è un'attrice statunitense, nota soprattutto per il ruolo della Depositaria Kahlan Amnell nella serie televisiva La spada della verità, di Rose Solano in Jane the Virgin, Rebecca Lowe/Rachel Turner in White Collar e di Dottie Underwood in Agent Carter.

## Biografia
Bridget Regan ha origini irlandesi e tedesche e proviene da una famiglia cattolica. È figlia di una maestra, Mary Catherine "Cathy", e di un assicuratore, Jim Regan; ha una sorella maggiore di nome Erin. Regan nasce e cresce a Carlsbad, dove comincia a recitare da bambina nelle produzioni teatrali della contea, come Il mago di Oz. Durante le scuole superiori, partecipa ad un conservatorio estivo di recitazione; successivamente, convinta da un suo insegnante, studia quattro anni alla School of Drama presso la University of North Carolina School of the Arts (UNCSA).
Ottenuto il diploma nel 2004, si trasferisce a New York per cercare di intraprendere la carriera di attrice, trovando intanto un lavoro in un bar. In città partecipa ad alcuni film e progetti televisivi, recitando come comparsa in Law & Order: Criminal Intent, Six Degrees - Sei gradi di separazione e New Amsterdam. Nel 2007, interpreta Trish Hughes in The Black Donnellys della NBC, prima del debutto a Broadway nella trasposizione dell'opera di Mark Twain Is He Dead? e poi recitare una piccola parte nei panni di una cameriera nel film Sex and the City.
Raggiunge la popolarità nel 2008 grazie alla serie televisiva La spada della verità, tratta dalla saga fantasy di Terry Goodkind, interpretando il ruolo della Depositaria Kahlan Amnell. Per entrare nella parte, ha dovuto lisciare e tingere i capelli, originariamente ricci e rossi. La serie viene chiusa nel 2010 al termine della seconda stagione. Nel 2009, Regan produce il musical Camp Wanatachi, che viene messo in scena dal La MaMa Experimental Theatre Club di Off-Broadway, mentre tre anni dopo entra nel cast dell'episodio pilota della serie The Frontier, che però non venne acquistata.
Nel 2013 Regan è Alex Salter, personaggio ricorrente in Beauty and the Beast, ottiene la parte da protagonista nella nuova serie Murder in Manhattan (che non viene però acquistata), un ruolo ricorrente in White Collar e un cameo nella sesta stagione di Sons of Anarchy. Nel 2014, entra nella serie Agent Carter nel ruolo antagonista di Dottie Underwood. Fa anche parte della serie Jane the Virgin, dove interpreta Rose Solano, matrigna di Luisa e Rafael. Fa un'apparizione nella serie Grey's Anatomy interpretando per un solo episodio la sorella di Owen Hunt, Megan.

### Vita privata
Bridget Regan è sposata con Eamon O'Sullivan, un assistente alla regia conosciuto in Nuova Zelanda durante le riprese de La spada della verità. Il 27 dicembre 2010 è nata la loro prima figlia, Frankie Jean, mentre il 28 febbraio 2018 Regan ha partorito un maschio, Bernard Moon.

## Filmografia

### Cinema
- Blinders, regia di Sven Kamm – cortometraggio (2006)
- The Babysitters, regia di David Ross (2007)
- Sex and the City, regia di Michael Patrick King (2008)
- The Best and the Brightest, regia di Josh Shelov (2010)
- John Wick, regia di David Leitch e Chad Stahelski (2014)
- Devil's Gate, regia di Clay Staub (2017)

### Televisione
- The Wedding Album, regia di Andy Tennant – film TV (2006)
- Love Monkey – serie TV, episodio 1x01 (2006)
- Law & Order: Criminal Intent – serie TV, episodi 6x06-6x18 (2006-2007)
- Supreme Courtships, regia di Ian Toynton – film TV (2007)
- American Experience – serie TV, episodio 19x15[22] (2007)
- Six Degrees - Sei gradi di separazione (Six Degrees) – serie TV, episodio 1x13 (2007)
- The Black Donnellys – serie TV, 4 episodi (2007)
- New Amsterdam – serie TV, episodio 1x05 (2008)
- La spada della verità (Legend of the Seeker) – serie TV, 44 episodi (2008-2010) – Kahlan Amnell
- Person of Interest – serie TV, episodio 1x10 (2011)
- Hide - Segreti sepolti (Hide), regia di John Gray – film TV (2011)
- NCIS: Los Angeles – serie TV, episodio 3x02 (2011)
- Perception – serie TV, episodi 1x09-1x10 (2012)
- Beauty and the Beast – serie TV, 4 episodi (2013)
- Sons of Anarchy – serie TV, episodio 6x01 (2013)
- White Collar – serie TV, 10 episodi (2013-2014)
- The Good Wife – serie TV, episodio 7x01 (2015)
- Matrimonio con sorpresa (The Leisure Class), regia di Jason Mann – film TV (2015)
- La calza magica (Magic Stocking), regia di David Winning – film TV (2015)
- Jane the Virgin – serie TV, 32 episodi (2014-2019)
- Agent Carter – serie TV, 10 episodi (2015-2016)
- The Last Ship – serie TV, 33 episodi (2016-2018)
- Grey's Anatomy – serie TV, episodio 13x08 (2016)
- Due sotto un tetto (Christmas Getaway), regia di Mel Damski – film TV (2017)
- MacGyver – serie TV, episodio 3x12 (2019)
- Paradise Lost – serie TV, 10 episodi (2020)
- Batwoman – serie TV, episodi 3x08-3x09-3x10 (2022)
- The Winchesters – serie TV, 4 episodi (2022)
- The Rookie – serie TV, 9 episodi (2022-in corso)
- 9-1-1 - serie TV, episodi 8x14 e 8x15 (2025)

## Doppiatrici italiane
Nelle versioni in italiano delle opere in cui ha recitato, Bridget Regan è stata doppiata da:
- Letizia Scifoni in Beauty and the Beast, Jane the Virgin, La calza magica
- Francesca Manicone in Person of Interest, The Good Wife
- Valentina Mari in The Last Ship, Batwoman
- Federica De Bortoli ne La spada della verità
- Anna Lana in Law & Order: Criminal Intent
- Claudia Razzi in Perception
- Laura Lenghi in White Collar
- Benedetta Degli Innocenti in Agent Carter
- Francesca Fiorentini in John Wick
- Gilberta Crispino in Hide - Segreti sepolti
- Roberta Paladini in NCIS: Los Angeles
- Roberta Pellini in Perception
- Rossella Acerbo in Grey's Anatomy
- Emanuela Damasio in Due sotto un tetto
- Giorgia Carnevale in The Rookie
- Eleonora Reti in 9-1-1